# Delphacodes flavipennis
Delphacodes flavipennis är en insektsart som först beskrevs av Sahlberg 1871.  Delphacodes flavipennis ingår i släktet Delphacodes och familjen sporrstritar. Inga underarter finns listade i Catalogue of Life.